# Carcelia nigrapex
Carcelia nigrapex är en tvåvingeart som beskrevs av Mensil 1944. Carcelia nigrapex ingår i släktet Carcelia och familjen parasitflugor. Inga underarter finns listade i Catalogue of Life.